# Còdec sense pèrdua
Els còdecs o algorismes sense pèrdues (en anglès, lossless) es caracteritzen en què la informació codificada que es recupera coincideix exactament amb l'original. Això succeeix quan s'utilitzen algorismes de processament que no introdueixen error i permeten que les dades originals puguin ser reconstruïdes. El més important en aquests casos és que la informació no variï. Per tant, els arxius contindran un alt volum de mostres, adquirint grans dimensions que requeriran nombrosos recursos per processar-les. S'aconsegueixen factors de compressió de 2 a 4, és a dir, redueixen fins a una quarta part la mida de la informació. El factor de compressió dependrà de les característiques del senyal.
S'utilitza còdecs sense pèrdues en formats de dades, on no es pot permetre cap variació respecte a les dades originals, ja que podria representa una pèrdua total de la informació. També són utilitzats en situacions tal com les mèdiques (raigs X), on la precisió de les dades i imatges és imprescindible.
S'ha de tenir en compte que el pas previ a qualsevol processament digital d'àudio i vídeo és la digitalització. En aquest procés té lloc el mostratge i la quantització de dades, on es produeix un error inevitable que limita la qualitat d'entrada, però que pot arribar a ser inapreciable. Aquesta limitació es deu a la determinació pels bits per mostra (bits/sample), mostres per imatge (samples/picture) i la freqüència d'imatges en vídeo (frame/rate).
Per dur a terme la codificació sense pèrdues s'utilitzen algorismes basats en l'eliminació de la redundància, ja que permeten recuperar la informació original sense variacions. Aquest mètode es basa en el grau de predicibilitat d'una informació quan el senyal conté uns patrons repetitius. La transformació d'un senyal en funció d'aquests patrons permet reduir-ne/eliminar-ne la redundància.

L'eliminació de redundància es fa a partir de mètodes entròpics (exploten un coneixement a priori sobre els símbols que conformen la trama binària i assigna paraules codi de longitud variable). L'aplicació de cadascun d'ells dependrà del tipus de dades que s'estigui manipulant:
- Codificació Huffman, és una codificació de longitud variable que associa un valor a un únic codi. També es coneix com a codificació de prefix, ja que cap codi és prefix d'un altre més llarg. Aquesta propietat el fa decodificable unívocament. Aquest mètode es basa a observar la probabilitat d'ocurrència de cada símbol i codificar els més freqüents amb les seqüències més curtes i els menys probables amb les més llargues.
- Codificació aritmètica, es basa en seqüència de símbols. En comptes d'assignar un valor/codi únic a cada símbol, genera una sèrie de valors que correspondran a una única seqüència de dades. Per produir la codificació s'utilitza la probabilitat d'ocurrència dels símbols originals. Aquesta tècnica representa cada símbol com un segment de la recta real entre 0 i 1. La codificació d'una seqüència de símbols s'aconsegueix seleccionant un segment de reals i transmeten un número específic dintre d'aquest segment. La codificació aritmètica pot comprimir de 5% a 10% cops més que la codificació de Huffman. Lamentablement és més complexa d'entendre i implementar i està subjecta a patents d'IBM, AT&T y Mitsubishi.
- Run-length encoding, és un mètode molt simple en el qual les seqüències de dades amb el mateix valor es codifiquen amb un valor únic. És molt útil en tractament de dades que contenen moltes d'aquestes seqüències, com gràfics senzills.
- DPCM: Coef. DC, AC i Vectors de moviment.
- Codi de Ziv-Lempel.

## Mètodes basats en algorismes sense pèrdua de qualitat

### Imatge fixa
- ABO – Adaptive Binary Optimization
- GIF
- JBIG2 – (amb pèrdues o sense, B/N imatges)
- JPEG-LS
- JPEG 2000
- PGF – Progressive Graphics File (amb pèrdues o sense)
- PNG – Portable Network Graphics
- Qbit Lossless Codec
- TIFF
- Windows Bitmap
- WMPhoto – (includes lossless compression method)

### Vídeo
- Animation codec
- CamStudio Video Codec
- CorePNG
- FFV1
- H.264/MPEG-4 AVC
- Huffyuv
- Lagarith
- LCL
- MSU Lossless Video Codec
- Qbit Lossless Codec
- SheerVideo
- TSCC

### Àudio
- Apple Lossless – ALAC (Apple Lossless Audio Codec)
- Audio Lossless Coding – also known as MPEG-4 ALS
- Direct Stream Transfer – DST
- Dolby TrueHD
- DTS-HD Master Audio
- Free Lossless Audio Codec – FLAC
- Meridian Lossless Packing – MLP
- Monkey's Audio – Monkey's Audio APE
- OptimFROG
- RealPlayer
- Shorten – SHN
- TTA
- WavPack
- WMA

### Dades
- 7-Zip (codi lliure)
- 7z
- Gzip (codi lliure)
- Rar